# Nathalie Andrieux
Pour les articles homonymes, voir Andrieux.
 (mai 2020).
Nathalie Andrieux, née en juillet 1965, est directrice générale adjointe chargée du numérique au sein du groupe La Poste. Après avoir dirigé Mediapost comme directrice générale puis PDG et avoir fait évoluer son activité, elle s'est vu confier en avril 2014 une nouvelle branche d'activité, dédiée au Numérique, au sein de la maison mère de Mediapost, La Poste. 

## Biographie
Nathalie Andrieux obtient en 1988 un diplôme d'ingénieur de Supinfo et commence sa carrière dans le groupe des Banques populaires, en  développement de systèmes d'information.
En 1997, elle rejoint  le  groupe La Poste, comme chef du service système d'information de pilotage.  Fin 2001, elle se voit proposer la direction du marketing stratégique à la direction de la stratégie.  Après un passage par l’École supérieure de commerce de Paris en 2002, elle est nommée en 2003 directrice de la direction de l'innovation et des e-services du groupe La Poste. 
En 2004, elle devient directrice générale de Mediapost, puis présidente-directrice générale en 2009.  Sous sa direction, cette filiale de la Poste connaît une expansion européenne, au Portugal, en Espagne puis en Roumanie, et, surtout, élargit ses activités en marketing relationnel, en intégrant des compétences informatiques et des systèmes d'informations dédiés.
Au sein de La Poste, elle est depuis septembre 2012 directrice générale adjointe chargée du Numérique, et depuis avril 2014 responsable d'une branche d'activité qui vient d'être créée et qui regroupe les activités de la Poste dans le Numérique.
Nathalie Andrieux est également membre du conseil de surveillance du Groupe Lagardère depuis juin 2012, et membre du comité d'audit depuis septembre 2012.
Elle a intégré le Conseil national du numérique en  janvier 2013. 
Elle est membre du Conseil Scientifique de l’Institut Mines Telecom à partir de septembre 2013. 
Le 10 février 2015, son départ du groupe La Poste est annoncé. 
Le 12 mai 2015, elle devient administratrice du Groupe Casino.

## Faits marquants

### L’évolution de Mediapost
Lorsque Nathalie Andrieux en prend la direction, Mediapost est un spécialiste de la distribution de courrier publicitaire non adressé, une activité de main-d’œuvre s’inscrivant dans un contexte social tendu. Dès 2006, la création de Mediapost Data permet à Mediapost de se positionner en analyse marketing pour les PME, en leur proposant des analyses géomarketing dans la construction des campagnes publicitaires. Quelques années plus tard, des acquisitions se succèdent pour accélérer la mutation : Sogec, spécialiste du marketing promotionnel, puis Mediaprism, qui gère une importante base de données sur les consommateurs en France, et en 2012, l'agence de vente en ligne MixCommerce, la régie publicitaire Adverline et, enfin, Cabestan, spécialiste des campagnes par email et du CRM. La société initiale de distribution de prospectus dans les boîtes aux lettres est devenue une société de communication, aux activités plus larges, prenant pied dans le domaine numérique et le marketing relationnel, deux atouts qui intéressent son actionnaire La Poste. Cette mutation s’est faite en conservant l’activité initiale et en la défragilisant,, : dans les années 2000, Mediapost devient bénéficiaire et son chiffre d'affaires progresse de 35 %. En 2012, Médiapost adapte sa raison sociale et devient Médiapost Communication,.

### Son rôle dans la mutation du groupe La Poste
Nommée de septembre 2012 à février 2015 directrice générale adjointe chargée du numérique, Nathalie Andrieux a désigné un an plus tard, en septembre 2013, un directeur général à Mediapost Communication, Jérôme Toucheboeuf, pour se consacrer davantage aux objectifs et missions qui lui sont confiées au sein de sa maison mère. D’autant que ce groupe La Poste, qui compte 267 000 salariés, doit impérativement accélérer sa propre mutation, confronté sur son activité traditionnelle de distribution du courrier, à une chute des volumes (-6 % par an) et à une concurrence du numérique.  
Philippe Wahl, nommé également patron de La Poste en septembre 2013, a lancé le 3 avril 2014 les premières mesures concrètes d’un  plan stratégique sur 6 ans, avec une réorganisation, marquée, pour l’activité française, par une synergie plus forte entre l'activité traditionnelle de distribution du courrier et l’activité Colis, mais aussi par l’émergence d’une branche d’activité à part entière consacrée au Numérique. La constitution en a été confiée à Nathalie Andrieux. Cette branche regroupe notamment les activités numériques de Mediapost, des activités anciennement incluses dans Docapost, autre société de service de La Poste, ainsi qu’un fonds d’investissement spécialisé dans les start-ups innovantes,. Le Numérique est un des relais de croissance dont a besoin La Poste, dans une continuité historique somme toute plus évidente que pour la Banque postale, pour cette entreprise née au XVe siècle des relais de Poste, pour le transport et l’acheminement de l’information.

## Vie privée
Nathalie Andrieux est mère de quatre enfants.

### Articles de journaux
- Rédaction Stratégies, « Nathalie Collin, nouvelle patronne du numérique à La Poste », Stratégies,‎ 10 février 2015 (lire en ligne)
- Alice Mérieux, « Comment Philippe Wahl s'attaque à la réorganisation de la Poste », Challenges,‎ 3 avril 2014 (lire en ligne [archive du 19 août 2016]).
- « Dans le numérique, il faut faire du « good enough » pour la DGA de la Poste », La revue du Digital,‎ 14 février 2014 (lire en ligne).
- Anaïs Richardin, « L'intégration permet la réactivité. », Stratégies,‎ 19 septembre 2013 (lire en ligne).
- Emilie Poyard, « Journée de la femme digitale : être actrice du changement », Elle,‎ 8 mars 2013 (lire en ligne).
- Boris Manenti, « Exclusif. Le nouveau Conseil national du numérique dévoilé », Le Nouvel Observateur. Supplément Obsession,‎ 19 janvier 2013 (lire en ligne).
- Flore Fauconnier, « Mediapost devient le premier groupe de communication à l'ADN technique », Le Journal du Net,‎ 18 janvier 2013 (lire en ligne).
- Ariane Gaudefroy et Yves Vilagines, « N. Andrieux : « Accélérer la transformation numérique de La Poste » », Les Échos,‎ 3 décembre 2012 (lire en ligne).
- Olivier Mongeau, « La Poste affiche son leadership. », Stratégies,‎ 29 novembre 2012 (lire en ligne).
- Rédaction Les Échos, « Nathalie Andrieux, un « miroir » pour Lagardère », Les Échos, no 21192,‎ 25 mai 2012, p. 30 (lire en ligne).
- Francine Aizicovici, « Distribution de prospectus : les contentieux se multiplient », Le Monde,‎ 31 décembre 2010 (lire en ligne).
- Eric De Legge, « Nathalie Andrieux, une ingénieure à la tête de Mediapost », Le Journal du Net,‎ 27 octobre 2010 (lire en ligne).
- Sonia Devillers, « La Poste se dote d'une régie publicitaire », Le Figaro,‎ 16 juin 2010 (lire en ligne).
- Olivier Schmitt, « Elles  &  ils », Le Monde,‎ 19 mai 2009 (lire en ligne).
- Rédaction Stratégies, « Nathalie Andrieux, présidente-directrice générale de Mediapost. », Stratégies,‎ 6 mai 2009 (lire en ligne).
- Marie-Juliette Levin, « Mediapost Data cible les TPE/PME. », e-marketing,‎ 1er mai 2006 (lire en ligne).
- Rédaction Stratégies, « Nathalie Rose-Andrieux, directrice du développement des nouveaux services de La Poste. », Stratégies,‎ 27 février 2003 (lire en ligne).

### Sources sur le web
- « La Poste 2020 : Conquérir l’Avenir. Une nouvelle gouvernance au service du développement », sur le site de La Poste.
- « Nathalie Andrieux – Directrice générale adjointe chargée du Numérique – Groupe La Poste », sur Hub Forum.
- « Nathalie Andrieux », sur le site de Microsoft.
- « N. Andrieux, La Poste : « Le numérique est devenu une branche à part entière de l’entreprise » », sur le site Petitweb, 28 avril 2014.